# Grandvalira
Grandvalira – ośrodek narciarski w Pirenejach. Administracyjnie położony jest w Andorze, na terenie parafii Encamp i Canillo. Jest największym ośrodkiem narciarskim tego państwa. 

## Charakterystyka
W skład kurortu Grandvalira wchodzi 6 odrębnych stacji narciarskich: Encamp, Canillo, El Tarter, Soldeu, Grau Roig i Pas de la Casa. 
Ośrodek narciarski ma 210 km tras narciarskich: 18 tras zielonych, 38 niebieskich, 32 czerwonych i 22 czarnych. Ponadto wytyczone zostały 4 trasy dziewicze. Powstały snowparki dla początkujących i zaawansowanych, specjalnie przygotowane trasy dla snowboardzistów oraz snowclub dla dzieci. Grandvalira ma system 74 wyciągów, które umożliwiają przemieszczanie się po całym ośrodku narciarskim bez konieczności zdejmowania nart. 

## Sport
Grandvalira jest organizatorem corocznych zawodów Total Fight Masters of Freestyle we freeskiingu i snowboardingu (w stylu freestyle). 
Ponadto Grandvalira była organizatorem zawodów Pucharu Świata w narciarstwie szybkim m.in. w 2012, 2013, 2014, 2015 i 2016 roku. 

## Transport
Dojazd z najbliższych portów lotniczych (Barcelona, Tuluza) zajmuje około 3 godzin drogi. Przez stacje narciarskie Encamp, Canillo, El Tarter, Soldeu i Pas de la Casa przebiega droga CG-2 (Carretera General 2).